# People's National Party

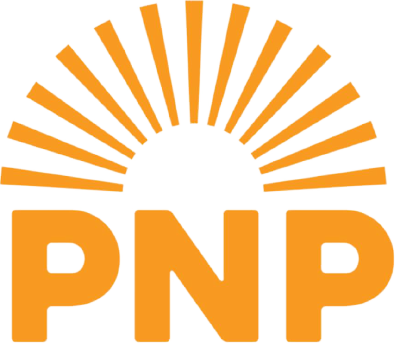

People's National Party (PNP) är ett socialdemokratiskt politiskt parti i Jamaica. Det är sedan 2016 i opposition och sedan 2020 är partiledaren Mark Golding.